# Unterschönau (Steinbach-Hallenberg)
Unterschönau ist ein Ortsteil der Stadt Steinbach-Hallenberg im Landkreis Schmalkalden-Meiningen in Thüringen.

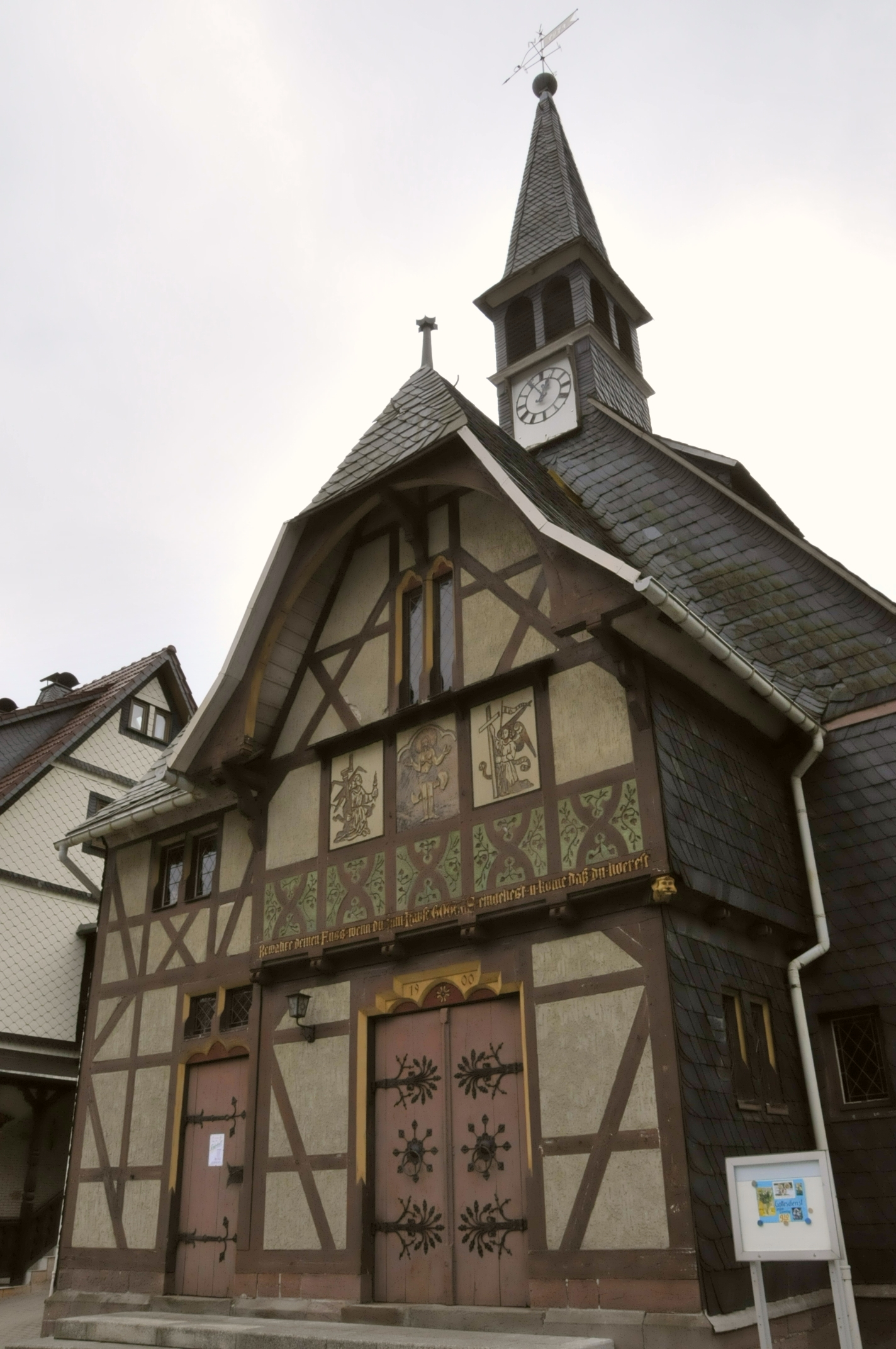
Kirche

## Lage
Der Ort Unterschönau und seine Gemarkung befinden sich auf einer Hochfläche der Südabdachung des Thüringer Waldes. Die Gemarkung ist von Wald umrahmt. Die Landesstraße 1128 erschließt den Raum verkehrsmäßig.

## Geschichte
Unterschönau war 1360 dreigeteilt.
Amt Hallenberg, Schmalkalden und Zent Benshausen.
Der Ort wurde 1360 erstmals urkundlich erwähnt. Ausgangspunkt des Ortes war der „Hamer in der Schonouwe under Haldenberg“, welcher nach Schmalkalden zinspflichtig war. Der den Ort in zwei Hälften teilende Haselbach, auch Schönau genannt, bildete einst die Grenze zwischen dem Amt Hallenberg (Grafschaft Henneberg-Römhild) und dem Amt Schmalkalden (Grafschaft Henneberg-Schleusingen und Landgrafschaft Hessen), sodass der Ort bis 1619 zu zwei Herrschaften gehörte und danach zwischen zwei hessischen Ämtern geteilt war, bevor er 1791 ganz zum Amt Schmalkalden der hessischen Herrschaft Schmalkalden kam.
Die Gemeinde Unterschönau wurde am 1. Januar 2019 in die Stadt Steinbach-Hallenberg eingegliedert. Zuvor gehörte Unterschönau der Verwaltungsgemeinschaft Haselgrund an.

## Politik

### Gemeinderat und Ortsteilbürgermeister
Der ehemalige Gemeinderat aus Unterschönau setzte sich aus 8 Ratsfrauen und Ratsherren zusammen.
- CDU: 5 Sitze
- FWG Unterschönau: 3 Sitze

(Stand: Kommunalwahl am 25. Mai 2014)
Der ehrenamtliche Bürgermeister und seit 2019 Ortsteilbürgermeister Rigobert Höchenberger wurde 1994, 1999, 2004, 2010, 2016 und 2022 gewählt.

### Partnerschaft
Seit 1990 existiert eine Partnerschaft mit der Gemeinde Malsfeld in Hessen.

## Kultur und Sehenswürdigkeiten
Die Hohe Brücke (Hochbrögge) ist eine steinerne Bogenbrücke, die das Flüsschen Hasel in der Dorfmitte überspannt. Sie wurde 1807/1808 von französischen Pionieren der Armee Napoleons gebaut.
Die Kirche Peter und Paul wurde 1900 im hennebergisch-fränkischen Fachwerkstil erbaut. Die Kirchgemeinde gehört als Teil des Kirchenkreises Schmalkalden aus historischen Gründen als Exklave zur Evangelischen Kirche von Kurhessen-Waldeck.

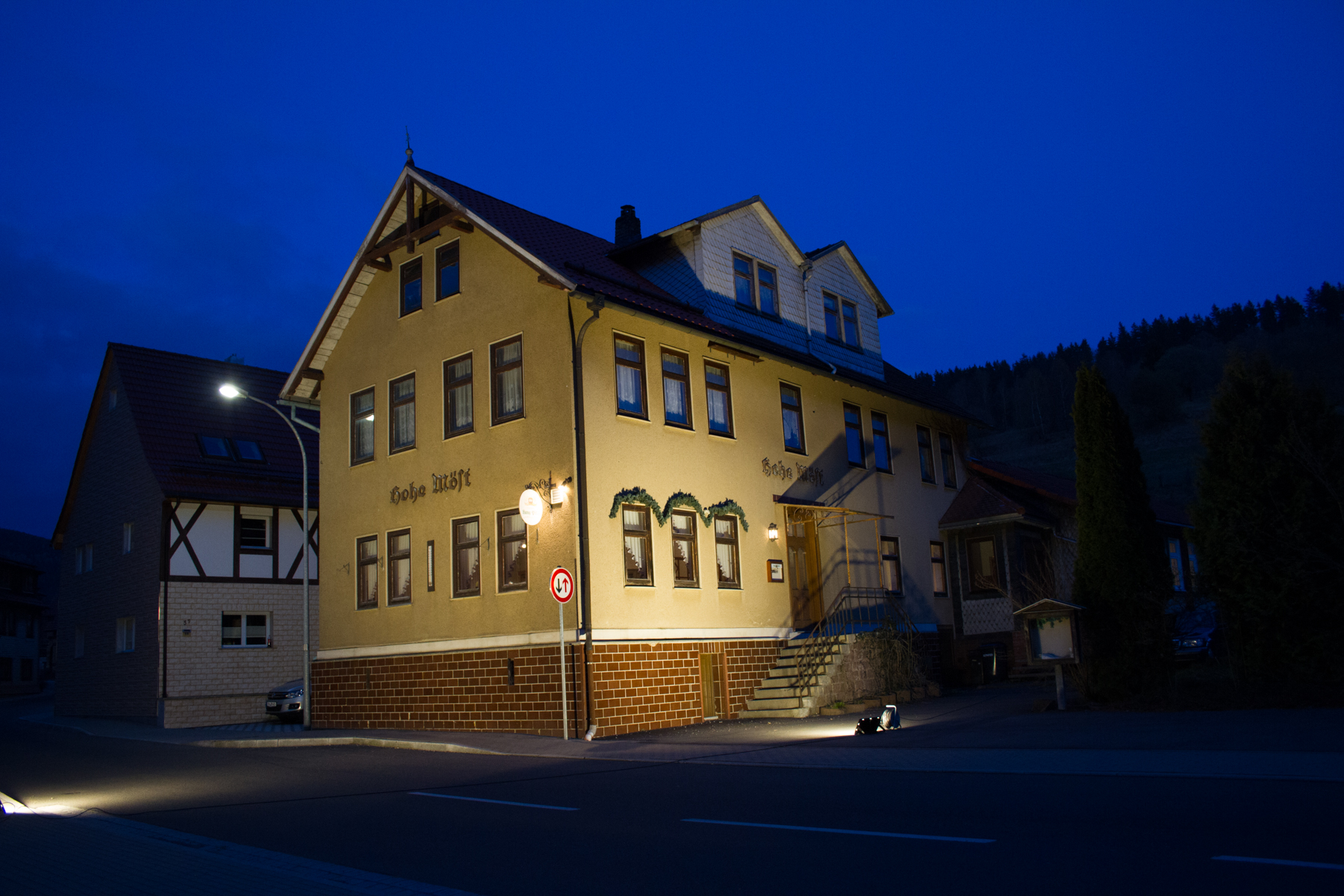
Ehemaliges Traditionslokal Hohe Möst

Neben der Kirche befand sich das Traditionslokal Hohe Möst, benannt nach dem 888 m hohen Berg Hohe Möst in Oberschönau. Das Lokal wurde um 1890 erbaut und beherbergte laut Gästebuch Karl Valentin und Hindenburg. Das Lokal war von Oktober 2018 bis Juni 2020 geschlossen.
Nördlich des Ortes befindet sich das sieben Hektar große Wildgehege am Lautenberg, in dem Rotwild, Damwild und Mufflons beheimatet sind. Um das Wildgehege führt ein drei Kilometer langer Wanderweg.

### Mundart
Bedingt durch die Tal- und Grenzlage in der Vergangenheit hat sich in den Orten des Haseltals eine eigene Mundart des im Raum südlich des Rennsteigs gesprochenen Hennebergischen entwickelt. In Unterschönau wird diese Önnerschönajer Platt (Unterschönauer Platt) genannt, das sich seinerseits wieder geringfügig von dem der Nachbarorte unterscheidet. Der nahe gelegene Rennsteig bildet dort die Grenze zur thüringisch-obersächsischen Dialektgruppe.

### Vereine
Der Männergesangverein 1868 e. V. hat seinem Ursprung im 1868 gegründeten Turn- und Gesangverein Unterschönau. Geleitet wird der aus etwa 45 Mitgliedern bestehende Chor von einer russlanddeutschen Dirigentin. Er ist Mitglied im Sängerkreis Schmalkalden im Deutschen Chorverband und wurde 1868 gegründet. Zudem bestehen partnerschaftliche Beziehungen zum Männergesangverein der Partnergemeinde Malsfeld und zum Männerchor Zeuthen bei Berlin. Zu DDR-Zeiten wurde ihm das Prädikat Oberstufe verliehen.
Nach mehreren Bränden im Ort wurde 1884 eine Freiwillige Feuerwehr gegründet. Diese war 1990 aus finanziellen Gründen kurzzeitig dem VEB Metallverarbeitung Grünes Herz unterstellt, bevor sie sich im selben Jahr als Freiwillige Feuerwehr Unterschönau e. V. gründete. Um die Einsatzstärke zu gewährleisten, bestehen enge Verbindungen mit der Freiwilligen Feuerwehr im Nachbarort Oberschönau, welche im Jahre 2014 zusammengelegt wurde zur Freiwilligen Feuerwehr Unterschönau.
Zudem gibt es im Ort zwei Sportvereine. Zum einen ist das der Fußballverein SG Ober-/Unterschönau, dessen erste Mannschaft in der Kreisliga und die zweite in der 2. Kreisklasse spielt und seine Heimspiele in Unterschönau auf dem Sportplatz an der Hauptstraße oder in Oberschönau an der Kühnbachstraße austrägt. Er entstand 1995 aus dem Zusammenschluss der bis dahin bestehenden Vereine Motor Oberschönau und SV Rot-Weiß Unterschönau. Ebenfalls im Jahr 1995 wurde der Wintersportclub Ober-Unterschönau e. V. gegründet. Er gliedert sich in die Sektionen Langlauf, Skispringen und Biathlon und widmet sich vor allem der Kinder- und Jugendarbeit.
Zudem beheimatet der Ort den gemeinnützigen Verein Lada Niva IG Deutschland e. V. als Interessengemeinschaft der Fahrer des Lada Niva.

## Wirtschaft und Infrastruktur

### Unternehmen
In Unterschönau sind traditionell Unternehmen der metallverarbeitenden Industrie beheimatet. Während der Zeit der DDR war der VEB Metallverarbeitung „Grünes Herz“ mit bis zu 300 Beschäftigten der größte Arbeitgeber im Ort. Ein Nachfolgeunternehmen ist heute die Metallverarbeitung „Grünes Herz“ eG, die hauptsächlich Schrauben und Bolzen, unter anderem für die Deutsche Bahn herstellt. Daneben gibt es noch weitere Unternehmen in diesem Bereich.

### Verkehr
Durch den Ort führt die Landstraße 1128 von Steinbach-Hallenberg nach Oberhof, von der auf Grund der Tallage nur wenige kurze Stichstraßen abzweigen. Durch den Ort verkehren drei Buslinien der Meininger Busbetriebs GmbH  mit Verbindungen nach Schmalkalden, Suhl und Oberhof.

## Persönlichkeiten
- Siegfried Herrmann (1932–2017), Leichtathlet und Olympiateilnehmer
- Egon Fleischmann (1934–2024), Skilangläufer und Olympiateilnehmer
- Karl-Heinz Luck (1945–2024), Nordischer Kombinierer und Olympiateilnehmer